# Droga krajowa B261 (Niemcy)
Droga krajowa B261 (Bundesstraße 261) – niemiecka droga krajowa przebiegająca w całości w granicach kraju związkowego Nadrenia-Palatynat. Liczy 5 km i łączy Bad Ems z Eitelborn. 